# Sandhummel

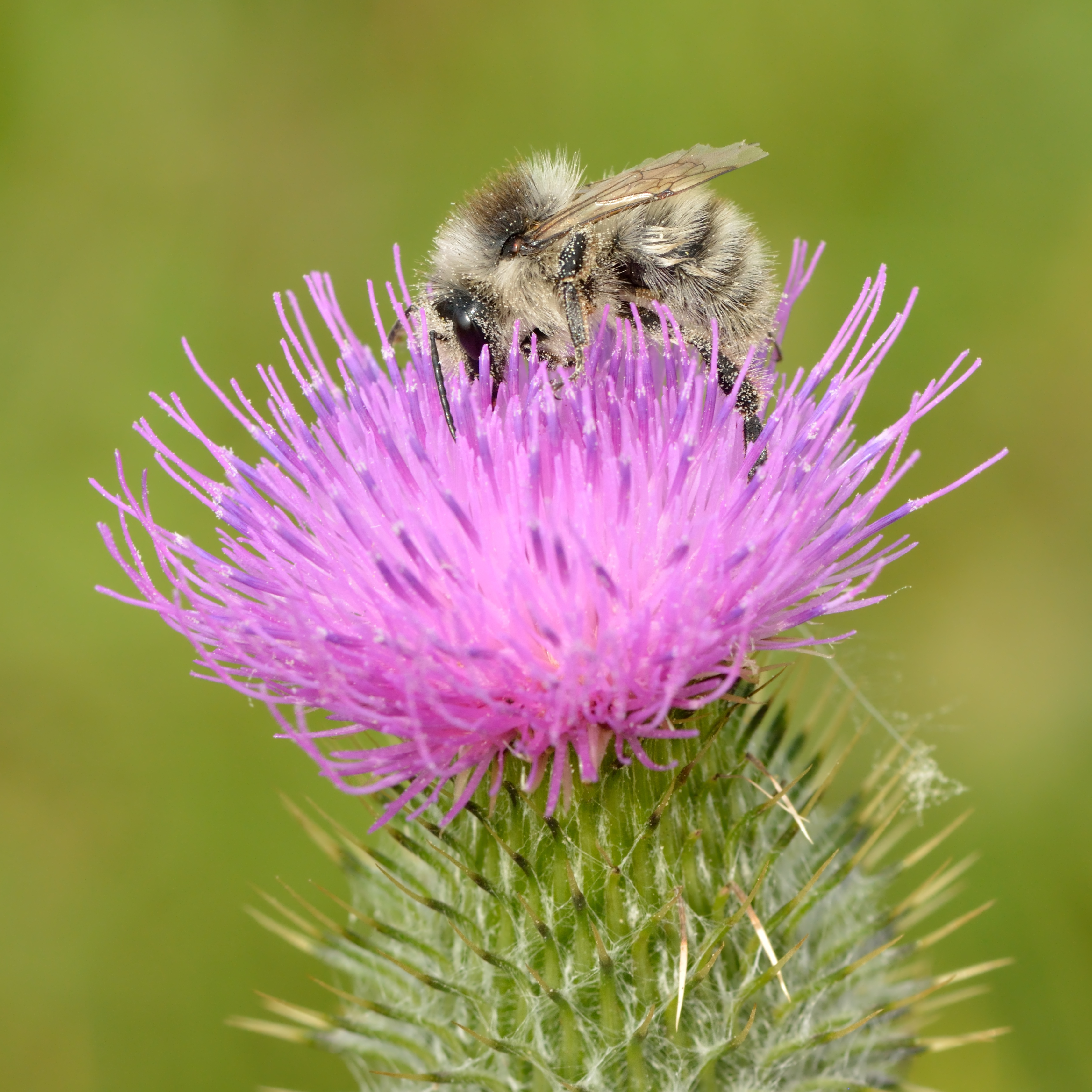
Sandhummel auf Gewöhnlicher Kratzdistel

Die Sandhummel (Bombus veteranus) ist eine Art der Hummeln (Bombus). 

## Lebensraum und Verbreitung
Die Sandhummel ist eine selten gewordene Art, die überall in Europa bis zu einer Höhe von 1000 m vorkommt, außer auf der Iberischen Halbinsel, Irland und Großbritannien. In Mitteleuropa lebt sie meist küstennah, in Deutschland vorwiegend im Norden. Laut Eberhard von Hagen ist sie in Österreich und der Schweiz noch regelmäßig anzutreffen. 
Als Lebensraum bevorzugt die Sandhummel offenes Gelände sowie Böschungen, Wegränder, Gärten und Obstplantagen, wo sie meist oberirdisch nistet. Als Nistplatz bauen sich die überwinterten Königinnen ab Mitte April eine Nestkugel, die sie aus Pflanzenteilen (Moos, Gras) formen. Finden sie oberirdisch keinen geeigneten Platz, nutzen sie auch verlassene Mäusenester. Sie kann also als Nestbauer und -bezieher gesehen werden. Die ersten Arbeiterinnen fliegen ab Anfang Mai, Drohnen und die Jungköniginnen ab Ende Juli. Ein Volk variiert zwischen 60 und 130 Individuen.

## Kennzeichen
Die Königinnen messen eine Körperlänge von 16 bis 19 mm, die Arbeiterinnen von 10 bis 16 mm und die Drohnen 12 bis 15 mm. Die Königin erzeugt einen hohen Summton, ähnlich dem der Waldhummel. Auch optisch ist sie von der Waldhummel schwer zu unterscheiden. Sie ist weißgrau gefärbt, das dunkle Abdomen ist mit weißen Querstreifen überzogen. Das 4. und 6. Tergit sind grauweiß, bei Waldhummeln hingegen orange. Sandhummeln haben wie die meisten Pocketmaker einen langen Rüssel. 

## Nahrung
Wie alle Hummeln ernährt sie sich von Nektar und Pollen. Zu ihren Haupttrachtpflanzen zählen unter anderem: Klee, Disteln, Büschelschön und der Fingerhut.

## Gefährdung
Die Sandhummel gilt in Deutschland als gefährdet und wird somit in der Roten Liste gefährdeter Arten geführt. 